# Robin Šimović
Robin Šimović (Malmö, 29 mei 1991) is een Zweedse profvoetballer die bij Nagoya Grampus als spits speelt.

## Carrière
Simovic speelde in zijn jeugd grotendeels bij Malmo FF, waar hij in de diverse jeugdteums 377 goals scoorde in 347 wedstrijden. Nadat zijn contract in 2010 verliep vertrok Simovic naar een vierdedivisieclub en ontwikkelde zich verder bij IFK Klagshamn. Na een succesvolle periode vertrok hij naar Angelholms FF, waar hij in 2012 club topscorer werd met 17 goals.
In 2013 tekende Simovic een 3,5-jarig contract bij Helsingborgs IF.
Op 10 december 2015 tekende Simović bij het Japanse Nagoya Grampus in de J-League, waar hij per 1 januari 2016 samen met mede Allsvenskan speler Ludvig Öhman zich bij de selectie voegt.